# ITV 게임스페셜
iTV 게임스페셜은 iTV 경인방송에서 방영한 게임방송이다. 

## 역대 방송시간
| 방송 채널 | 방송 기간                          | 방송 시간                                                         | 방송분량  |
| --------- | ---------------------------------- | ----------------------------------------------------------------- | --------- |
| iTV       | 2000년 2월 17일 ~ 2000년 6월 16일  | 매주 목, 금요일 밤 11:40 ~ 새벽 1:00                              | 80분      |
| iTV       | 2000년 6월 19일 ~ 2000년 9월 21일  | 월, 화요일 새벽 0:35 ~ 새벽 1:00 수, 목요일 새벽 0:05 ~ 새벽 1:00 | 25분 55분 |
| iTV       | 2000년 9월 26일 ~ 2000년 12월 7일  | 매주 화, 수, 목요일 밤 11:50 ~ 새벽 1:00                          | 70분      |
| iTV       | 2000년 12월 12일 ~ 2001년 1월 31일 | 매주 화, 수, 목요일 밤 11:55 ~ 새벽 1:00                          | 65분      |
| iTV       | 2001년 2월 1일 ~ 2001년 3월 30일   | 매주 화, 수, 목, 금요일 새벽 0:10 ~ 새벽 1:20                     | 70분      |
| iTV       | 2001년 4월 4일 ~ 2001년 6월 29일   | 매주 수, 목, 금요일 새벽 0:05 ~ 새벽 1:25                         | 80분      |
| iTV       | 2001년 7월 4일 ~ 2001년 10월 19일  | 매주 수, 목, 금요일 새벽 0:15 ~ 새벽 1:45                         | 90분      |
| iTV       | 2001년 10월 24일 ~ 2002년 5월 30일 | 매주 수, 목요일 새벽 0:15 ~ 새벽 1:25                             | 70분      |
| iTV       | 2002년 7월 3일 ~ 2002년 7월 11일   | 매주 수, 목요일 새벽 0:15 ~ 새벽 1:25                             | 70분      |
| iTV       | 2002년 6월 5일 ~ 2002년 6월 27일   | 매주 수, 목요일 새벽 0:45 ~ 새벽 2:05                             | 80분      |
| iTV       | 2002년 7월 17일 ~ 2002년 10월 31일 | 매주 수, 목요일 새벽 0:20 ~ 새벽 1:40                             | 80분      |
| iTV       | 2002년 11월 6일 ~ 2003년 1월 30일  | 매주 수, 목요일 새벽 0:15 ~ 새벽 1:25                             | 70분      |
| iTV       | 2003년 2월 5일 ~ 2003년 10월 23일  | 매주 수, 목요일 밤 11:50 ~ 새벽 1:10                              | 80분      |
| iTV       | 2003년 10월 29일 ~ 2004년 6월 30일 | 매주 수요일 밤 11:50 ~ 새벽 1:10                                  | 80분      |
| iTV       | 2004년 7월 7일 ~ 2004년 11월 10일  | 매주 수요일 새벽 0:20 ~ 새벽 1:40                                 | 80분      |

## 역대 MC
- 정소림